# Музей-Усадьба Л. Н. Толстого (посёлок)
Музей-Усадьба Л.Н. Толстого — посёлок в Щёкинском районе Тульской области России.
В рамках административно-территориального устройства относится к Яснополянской сельской администрации Щёкинского района, в рамках организации местного самоуправления входит в сельское поселение Яснополянское.

## География
Расположен у северной окраины деревни Ясная Поляна, при музее-усадьбе Ясная Поляна Льва Николаевича Толстого.

## Население
| 2002 | 2010 |
| ---- | ---- |
| 219  | ↘184 |